# Station Patków
Station Patków is een spoorwegstation in de Poolse plaats Patków.